# Radio H
Radio H SA etait une holding audiovisuelle belge détenue par DPG Media et le Groupe Rossel regroupant les deux radios du groupe RTL Belgium : Radio Contact et Bel RTL. De décembre 2020 à mars 2022, elle appartenait à 100 % à RTL Group. Les activistes om ete fusione avevo RTL Belgium SA.

## Historique
- 2006 : création de radio H.
- janvier 2007 : lancement de « Mint ».
- Été 2008 : disparition de Radio Contact Plus des suites du plan de fréquence.
- 13 août 2008 : disparition de Mint de la FM des suites du plan de fréquence.
- 31 mars 2009 : lancement de la chaîne de télévision numérique Radio Contact Vision.
- 1er décembre 2020 : RTL Group rachète les parts de Lemaire Electronics (24,9 %) et du Groupe Rossel (24,9 %) et détient désormais à 100% d'holding[2].
- 31 mars 2022 : RTL vend ses parts de RTL Belgium à DPG Media et au Groupe Rossel qui détiennent désormais chacun 50 %.

## Les radios et télévisions du holding[Passage contradictoire]
Bel RTL est une radio généraliste à l'image de sa grande sœur française RTL. Elle est la deuxième  radio écoutée en Belgique francophone.
Radio Contact est une radio au format « music & news ». Elle est destinée aux 12-44 ans.
Mint est une radio pop rock numérique disponible sur le câble et l'ADSL.
Bel RTL Vision est une chaîne de télévision numérique proposant la programmation de Bel RTL. Elle permet d'avoir une vue en direct 24h/24 sur les studios et animateurs. Elle permet aussi de voir tous les clips vidéo des titres diffusés sur la radio durant la programmation musicale.
Radio Contact Vision est une chaîne de télévision numérique proposant la programmation de Radio Contact. Elle permet d'avoir une vue en direct 24h/24 sur les studios et animateurs. Elle permet aussi de voir tous les clips vidéo des titres diffusés sur la radio durant la programmation musicale.

## Les anciennes radios du holding
Radio Contact Plus était une radio qui diffusait exclusivement des chansons presque sans interruption des années 1950, 60 et 70.
Elle a aujourd'hui intégré le groupe des quatre radios digitales accessibles depuis www.radiocontact.be
Mint était une radio au format musical pop-rock à l'image de la station française RTL2.
Elle a aujourd'hui intégré le groupe des 8 radios digitales accessibles depuis le site internet de Radio Contact.